# Cementerio municipal de Punta Arenas

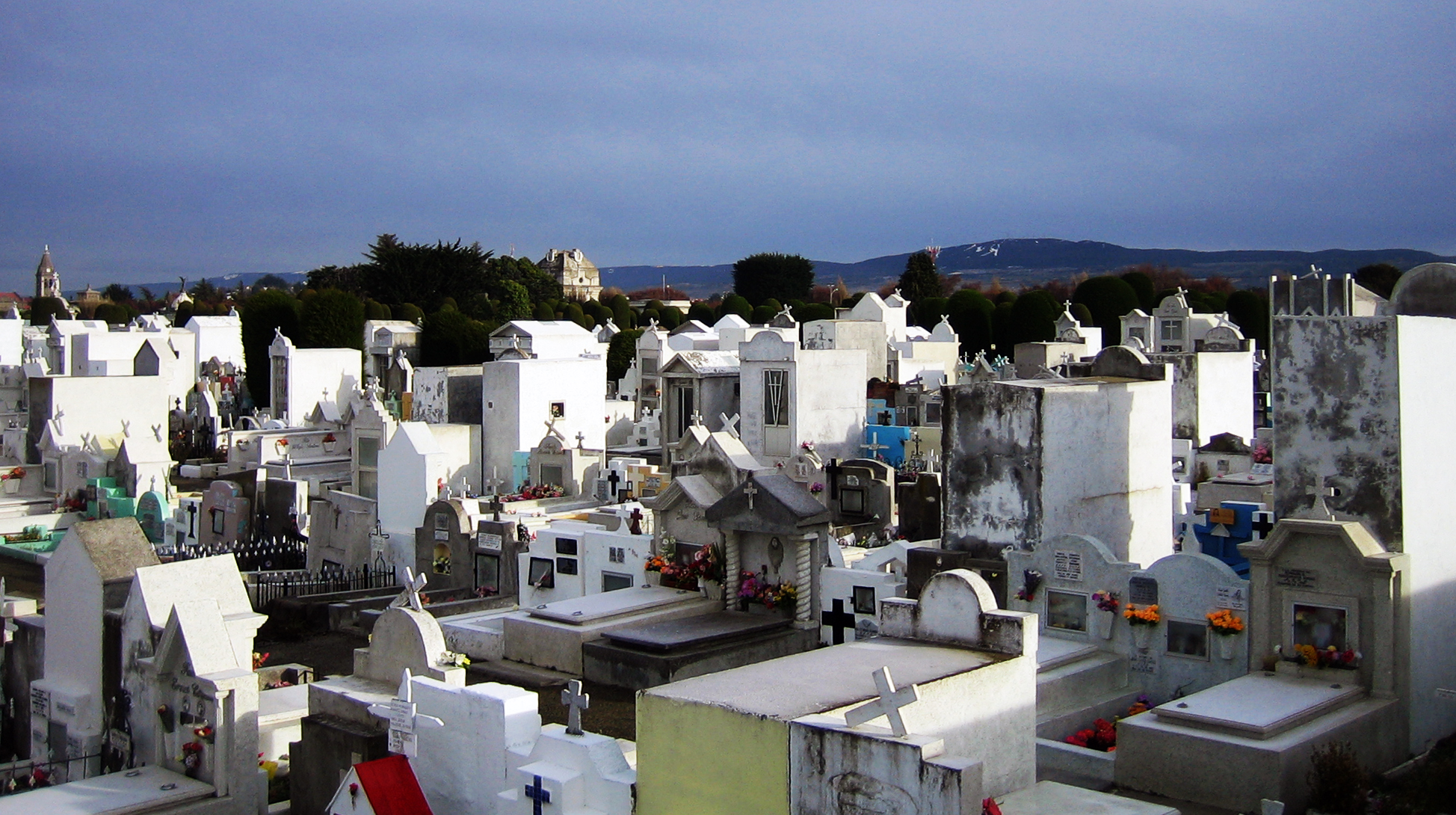
Vista del cementerio municipal de Punta Arenas.

El Cementerio Municipal de Punta Arenas, oficialmente Cementerio Municipal Sara Braun, es un cementerio de cuatro hectáreas ubicado en la avenida Bulnes, en el sector norte de dicha ciudad de la Región de Magallanes, Chile.
Su entrada está formada por un pórtico donado por la benefactora Sara Braun, que desemboca en una plaza que distribuye las avenidas de cipreses.
Fue declarado Monumento Nacional en Categoría de Monumento Histórico por el Decreto 499 del 26 de noviembre de 2012.
Diversas publicaciones internacionales lo han catalogado como uno de los diez cementerios más bellos del mundo.

## Historia
Este cementerio, cuyos terrenos fueron donados por el gobierno, fue inaugurado el 18 de abril de 1894, reemplazando al antiguo que se ubicaba en los terrenos de la actual plaza José de los Santos Mardones.
En lo que respecta a su trazado o proposición planimétrica, esta estuvo a cargo del ingeniero Carlos Prieto, y en síntesis se reduce a una trama octogonal, en la cual se destacan las avenidas principales flanqueadas por dos corridas de cipreses, que encausan espacialmente estas grandes vías, y delimitan además los "cuarteles" a manera de manzanas o solares donde se emplazan los mausoleos.
En el año 1919 se construyeron los muros perimetrales y el pórtico de entrada donados por la benefactora Sara Braun, bajo obras del ingeniero Fortunato Circutti.